# Gottfried Meir

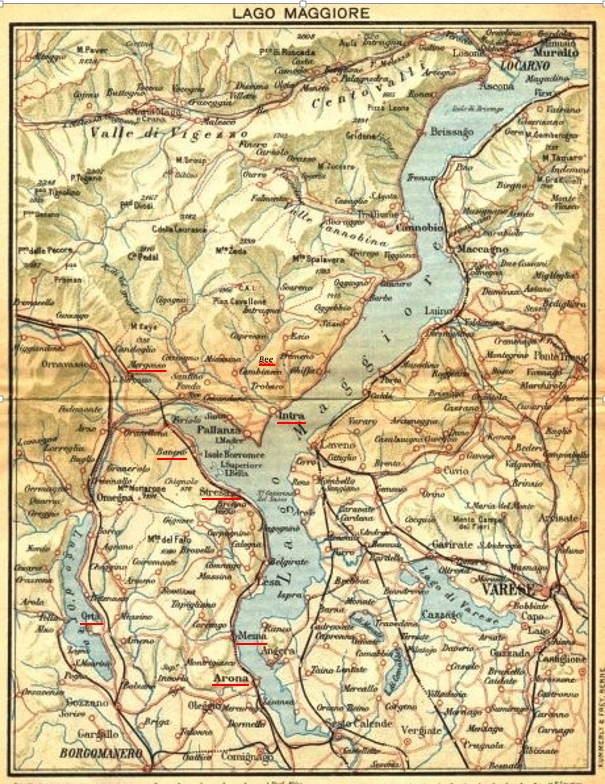
Karte des Lago Maggiore aus den 1930er Jahren, Orte der Massaker der SS an Juden rot unterstrichen

Gottfried Meir (* 6. Mai 1911 in Waiern; † 1970) war ein SS-Untersturmführer, beteiligt am Massenmord an Juden in Italien im September 1943 in Meina und Verbania. Am 9. Oktober 1943 ermordeten Angehörige der 2. Kompanie des 1. Bataillons des 2. Regiments der Leibstandarte SS Adolf Hitler unter dem Kommando des damaligen SS-Untersturmführers Gottfried Meir, die in der Elementarschule für Mädchen in Verbania-Intra am Lago Maggiore stationiert war, die jüdische Familie Ettore Ovazza aus Turin. Sie wurde beim Fluchtversuch in die Schweiz im Aostatal abgefangen. Noch am gleichen Tag brach eine SS-Einheit mit einem Lastwagen zum Val Gressoney auf und transportierte die Familie am nächsten Tag nach Intra (s. Ettore Ovazza). Die Täter verbrannten die zerstückelten Leichen der Opfer im Heizungskeller der Schule. Das Motiv der Tat war, neben Judenhass, vermutlich auch Habgier gewesen (s. Ettore Ovazza).

## Leben

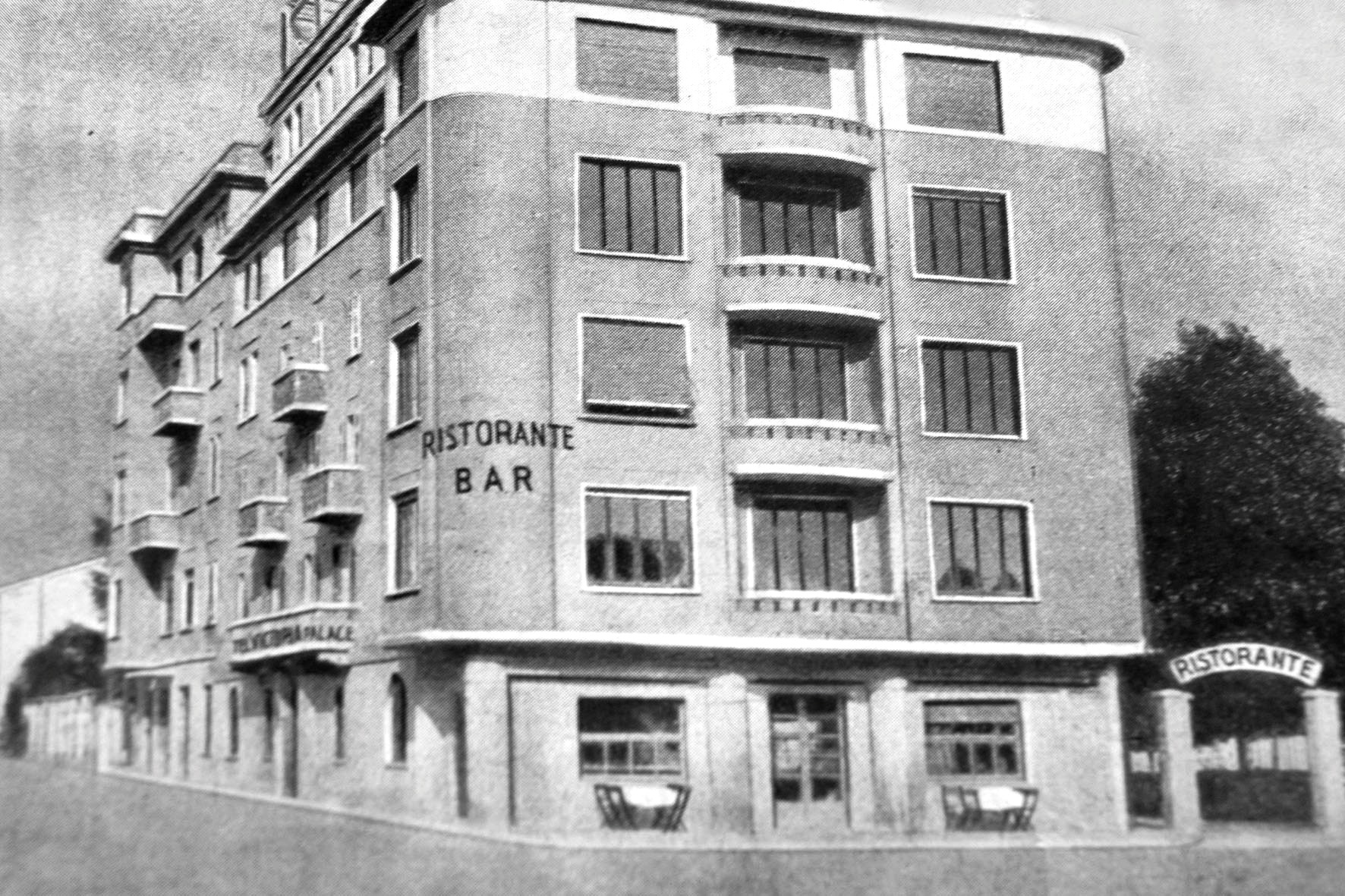
Hotel Meina, 1930er Jahre

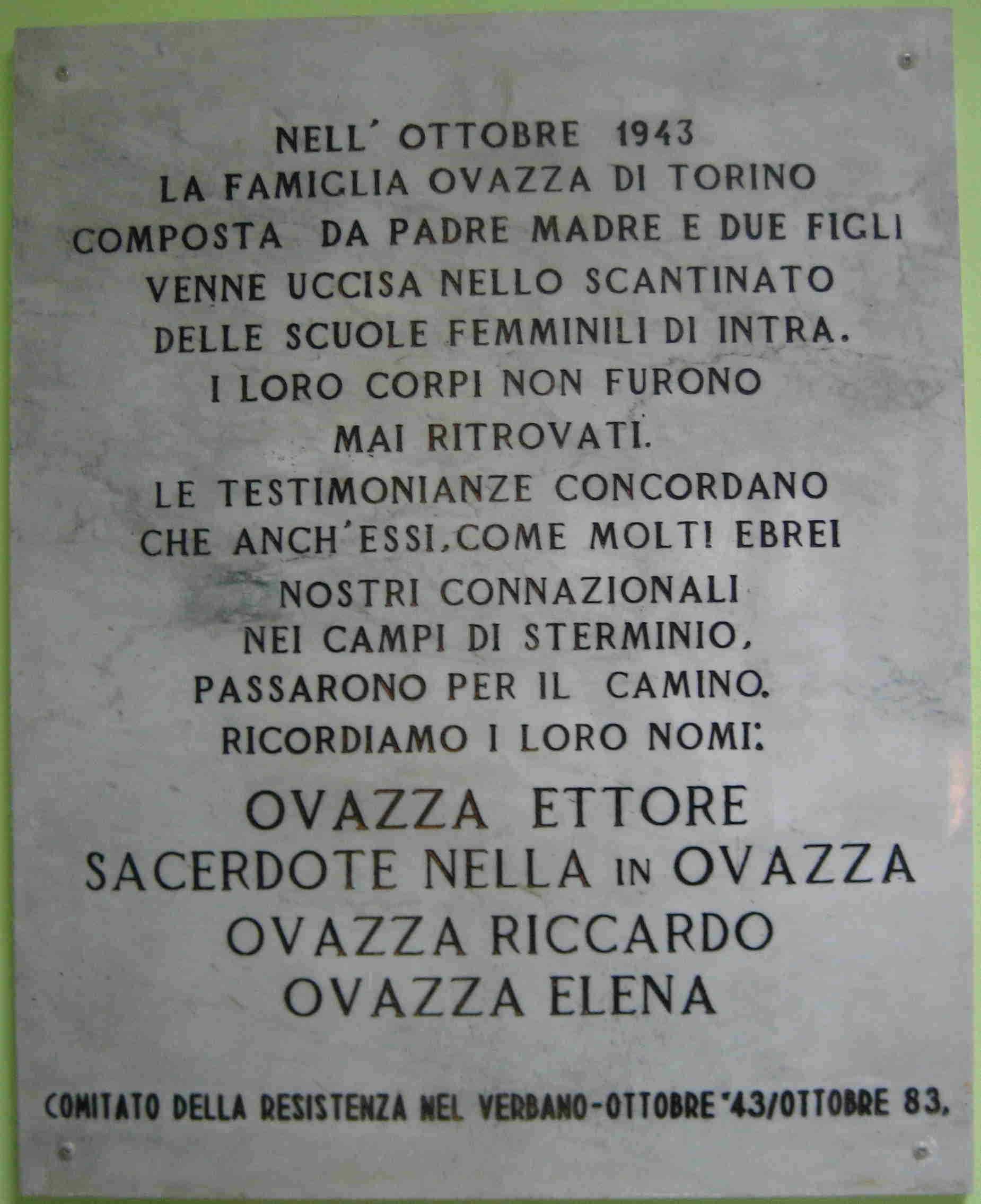
Gedenktafel an die ermordete jüdische Familie Ettore Ovazza

Gottfried Meir trat 1929 als 18-jähriger in die SA und zum 1. April 1932 in die NSDAP ein (Mitgliedsnummer 901.513). Am 12. September 1934 wurde er von einem Wiener Militärgericht wegen Hochverrats (Teilnahme am sogenannten Juliputsch, dem versuchten nationalsozialistischen Umsturz) zu 16 Jahren Haft verurteilt, aber nach zwei Jahren auf Bewährung begnadigt.
Nach seiner Entlassung 1936 trat er der Schutzstaffel (SS) bei. Nach dem Anschluss Österreichs wurde er im März 1938 zum Führer der NSDAP-Ortsgruppe Pörtschach am Wörther See ernannt. Am 1. Januar 1940 trat er freiwillig in die Waffen-SS ein mit der SS-Nr. 284.491. Nach seiner Beförderung zum SS-Untersturmführer wechselte er zur Leibstandarte SS Adolf Hitler (LSSAH), damals noch ein Regiment der Waffen-SS.
Meir war einer der SS-Angehörigen, die den ersten Massenmord an Juden in Italien im September 1943 in dem mondänen Badeort Meina und Verbania durchführten. Er wurde von Italien zu lebenslänglicher Haft verurteilt, weil unter seinem Kommando am Lago Maggiore eine jüdische Familie erschossen und in einer Zentralheizung verbrannt worden war. Nach dem Krieg lebte er lange Zeit unbehelligt als Schuldirektor einer Volksschule in Kärnten.
Im September 1954 wurde das in Graz (Österreich) eröffnete Verfahren wegen Raub und Leichenbeleidigung sowie wegen Mordes an der Familie Serman eingestellt. Zwei Monate später, im November 1954, wurde Meir wegen unzureichender Beweise für den Mord an der Familie Ovazza freigesprochen Die Verantwortung für die Tat hatte Meir zwei seiner Untergebenen, Jäcke und Tannenfürer, zugeschoben, die bereits im März 1945 verstorben waren.
1955, wenige Monate nach dem Freispruch des Gerichts in Graz, eröffnete ein Gericht in Turin (Italien) den Fall wegen Meirs Beteiligung am Massaker an der Familie Ovazza erneut. Der Prozess fand in Abwesenheit des Angeklagten statt. Am 2. Juli 1955 wurde Meir zu lebenslanger Haft verurteilt. Das Urteil wurde jedoch nie vollstreckt, da die österreichische Regierung keine Auslieferung nach Italien gewährte. Die Ovazzas wurden ermordet, weil sie Juden waren. Aus den Prozessakten ging allerdings hervor, dass zum Rassenhass auch die Habgier des SS-Hauptmanns und seiner Männer hinzu kam, die die Villa ausraubten.